# Xenoturbella churro
Xenoturbella churro es una especie con simetría bilateral perteneciente al género Xenoturbella. Al igual que las demás especies de su género, carece de un sistema nervioso central, celoma, ano u órgano reproductor.
Xenoturbella churro, que toma su nombre precisamente por su parecido al churro, mide 10 centímetros. Fue encontrado a 3 658 metros de profundidad en una emanación fría en el golfo de California.
Fue descrita por primera vez, junto con otras tres nuevas especies del género, en un artículo publicado en la revista Nature del 4 de febrero de 2016 por un equipo de científicos del Scripps Institution of Oceanography en UC San Diego, el Western Australian Museum y el Monterey Bay Aquarium Research Institute (MBARI) liderado por el biólogo marino Greg Rouse.
Las cuatro nuevas especies, todas ellas del océano Pacífico, se añaden a las dos especies ya conocidas del océano Atlántico, más concretamente de la costa occidental de Suecia.